# آرثر بي. إنجلش
آرثر بي. إنجلش هو منفذ الاعدام كندي، ولد في 1865، وتوفي في 1938.